# Flight 643
Flight 643 is een nummer van de Nederlandse DJ Tiësto uit 2001. Het nummer is afkomstig van zijn debuutalbum In my memory.
Het nummer werd een grote danshit in Nederland en was ook de eerste grote hit die Tiësto in zijn vaderland scoorde. In de Nederlandse Top 40 wist het de 8e positie te bereikten. Ook in het Verenigd Koninkrijk en Duitsland bereikte het de hitlijsten, maar met een 56e en 88e positie was het daar niet heel succesvol. 